# El secreto del Dr. Orloff
El Secreto del Dr. Orloff (Les maîtresses du Dr. Jekyll o The Secret of Dr. Orloff en les seves versions internacionals) és una pel·lícula de terror dirigida per Jesús Franco estrenada en 1964. Es tracta de la segona pel·lícula del realitzador en la que apareix el personatge del Dr. Orloff després de Gritos en la Noche (1962).

## Trama
Melissa una jove gairebé adolescent viatja des del seu petit poble a Àustria amb Juan Manuel, un jove que coqueteja amb ella, a la mansió dels seus oncles el Dr. Conrad Fisherman i Inglud per a passar el Nadal. El pare de Melissa, Andros Fisherman, va morir misteriosament a la casa del seu germà Conrad fa algun temps. Ara la jove acaba d'aconseguir la majoria d'edat i Conrad té la intenció de lliurar-li l'herència.
Al seu arriba a la mansió la jove és rebuda pel criat Ciceró i coneix a la seva tia Inglud que viu una existència alcoholitzada. Posteriorment es troba amb el seu oncle Conrad al laboratori, lloc on el Doctor està desenvolupant un experiment sinistre. El Dr. Orloff, en una delicat estat de salut, va revelar els seus coneixements sobre la utilització del control mental i la reanimació amb ultrasons al Dr. Fisherman.
Melissa vol obtenir informació sobre la mort del seu pare però es troba amb les evasives de Conrad i Inglud. Posteriorment es revela que Andros i Inglud van mantenir una història d'amor i van ser sorpresos per Conrad. El doctor, pres de la gelosia i la ira, va embogir i va assassinar Andros. Amb els coneixements del Dr. Orloff Conrad aconsegueix reanimar al seu germà mort i convertir a Andros en un zombi assassí de dones de vida licenciosa. No obstant això el cos reanimat de Andros sembla sentir també la presència de la seva filla a la casa, i comença a actuar pel seu compte, fora del control del doctor.
Davant la gravetat de la situació, amb diversos assassinats per resoldre, l'inspector Klein és designat per a solucionar l'enigma però les seves recerques no donen fruit. És el Dr. Orloff posa a la policia sobre la pista del seu col·lega. En la mansió Inglud mor pel xoc de veure al seu amant reviscut. El doctor intenta matar a Melissa però Andros acaba amb ell abans que culmini el seu assassinat. Malgrat salvar-li la vida Melissa accedeix a fer d'esquer perquè la policia capturi i mati Andros.

## Repartiment
- Hugo Blanco - Andros Fisherman
- Agnès Spaak - Melissa
- Perla Cristal - Rosa
- Magda Maldonado - Amira
- Marcelo Arroita-Jáuregui - Dr. Conrad Fisherman
- Pepe Rubio - Juan Manuel
- Pastor Serrador - Inspector Klein
- Daniel Blumer - Karl Steiner
- Luisa Sala - Inglud Jekyll / Ingrid Fisherman
- Manuel Guitián - Cicerón
- Mer Casas - Novia
- Rafael Hernández - Propietario del Club
- José Truchado - Policía
- Juan Antonio Soler - Testigo
- Javier de Rivera - Profesor
- Julio Infiesta - Portero del Club
- Ramón Lillo - Ayudante del Inspector
- Jesús Franco - Pianista

## Producció
El moderat èxit de Gritos en la Noche va encoratjar Jesús Franco a proposar una seqüela a productors espanyols trobant-se amb una certa incomprensió per a narrar noves històries del Dr. Orloff. Finalment va aconseguir finançament via coproducció hispà-francesa però el procés de producció va ser bastant mediocre. No es va poder contractar Howard Vernon, qui va encarnar al Dr. Orloff en la primera pel·lícula, i es va reorientar la trama amb un nou doctor embogit: Conrad Fisherman. Marcelo Arroita Jáuregui, l'actor contractat, era un personatge de fisonomia diferent al magnetisme que projectava en pantalla Vernon.
Eurociné, coproductora i empresa que va distribuir la pel·lícula a l'estranger, va encarregar a Jesús Franco una doble versió amb escenes eròtiques que encaixen forçadament en la trama. En aquesta versió apareix el mateix Franco tocant el piano i es redueixen algunes escenes de diàlegs. No obstant això el canvi més ressenyable és l'única paraula que pronuncia Andros en morir en braços de la seva filla: en la versió estrangera s'indica “gràcies” però en l'original castellà és “per què?” afegint un matís tràgic al desenllaç.

## Recepció
Els usuaris de FilmAffinity atorguen una puntuació de 5,7 sobre 10 basant-se en 53 valoracions.
| «                                        | "Amb una tensió dramàtica entre perversa i tendra, el film nia en el seu interior una reflexió moral molt plausible: en un microcosmos d'estupidesa (la parella protagonista, el policia) i de mesquinesa (el professor Fisherman, el proxeneta), l'únic personatge veritablement noble, commovedor, és Andros, és a dir, el monstre a pesar seu, “Mr. Hyde”. Cal assenyalar que la música possiblement és la millor de la seva filmografia, d'envolupant bellesa melancòlica." | » |
| — Crítica d'Isidoro Feria a FilmAffinity | |   |

Els usuaris de IMDb qualifiquen a la pel·lícula amb un 5,5 sobre 10 basant-se en 454 votacions.
| «                                   | "Si has sofert alguns dels treballs de hackeo que va realitzar Jess Franco en les últimes dues dècades, pot ser que et resulti difícil creure que alguna vegada es va enorgullir del seu ofici i va demostrar un cert domini de la tècnica cinematogràfica, així com un mínim de disciplina. El Secret del Dr. Orloff és un bon exemple. Malgrat el títol no guarda relació directa amb l'esborronador i pervers Gritos en la noche que va posar al director en el mapa a principis dels anys 60. No obstant això, comparteix la mateixa aura carregada de fatalitats." | » |
| — Crítica de Goblinhairedguy a IMDB | |   |